# ألدو بومسي
ألدو تونين بومسي (من مواليد 11 يونيو 1974 في العاصمة الألبانية تيرانا ) هو عضو في جمعية جمهورية ألبانيا للحزب الديمقراطي لألبانيا. شغل منصب وزير العدل من 2005 إلى 2007. وهو أيضًا عضو في برلمان ألبانيا في لجنة الشؤون القانونية والإدارة العامة وحقوق الإنسان، ولجنة التكامل الأوروبي.